# Le tunnel sous La Manche ou Le cauchemar franco-anglais
Le tunnel sous La Manche ou le Cauchemar franco-anglais (In italiano: Il tunnel sotto La Manica o l'incubo franco-inglese) è un cortometraggio muto di Georges Méliès del 1907.
Il cortometraggio è a quadri.

## Trama
Il re inglese Edoardo VII e il presidente francese Armand Fallières discutono sulla fattibilità del tunnel sotto La Manica.
Dopodiché ognuno si mette a dormire nella propria camera.
Quindi si mettono a discutere sul come realizzare questo tunnel, ma ora sono uno (il re inglese) al versante inglese de La Manica e l'altro (il presidente francese) nel versante opposto. Alla fine le loro braccia si allungano a dismisura e si stringono le mani.
Dopo, così viene realizzato questo tunnel, gli operai inglesi cominciano a scavare dal loro versante e quello francesi dal loro per incontrarsi a metà strada. Alla fine, per far saltare l'ultimo pezzo, utilizzano un barattolo di dinamite ciascuno. Brillato l'ultimo pezzo, le due compagini possono gioire festanti con le bandiere dei rispettivi paesi.
Così viene collaudato il tunnel e la delegazione francese viene accolta in Inghilterra.
Tempo dopo due treni, uno proveniente dalla Francia e uno dall'Inghilterra, si scontrano a metà Tunnel, facendo riversare molta acqua dal canale de La Manica.
Il re inglese ed il presidente francese si svegliano di soprassalto assistiti dalle proprie delegazioni. Per fortuna è stato solo un incubo.
Indi i due si rifiutano di continuare a far costruire il tunnel sotto La Manica dopo il brutto sogno testé fatto.